# Sound Horizon
 (octobre 2024).
Si vous disposez d'ouvrages ou d'articles de référence ou si vous connaissez des sites web de qualité traitant du thème abordé ici, merci de compléter l'article en donnant les références utiles à sa vérifiabilité et en les liant à la section « Notes et références ».
Sound Horizon est un groupe de musique japonais aux influences musicales variées, créé en 2001 par le musicien et auteur-compositeur Revo (ja), accompagné par de nombreux musiciens, chanteurs, dont YUUKI, et des seiyū. Certains de ses titres ont été utilisés comme thèmes de jeux vidéo.

## Histoire
Avant la création de Sound Horizon, le créateur du futur groupe débuta en publiant ses compositions musicales sur sa propre page web dans les années 1990's. Ce n'est qu'en 2001 que Sound Horizon fut officiellement créé avec la première sortie de leur premier album Chronicle.

### Époque doujin (2001-2004)
L'époque doujin du groupe débuta lors de la première publication officielle de l'album Chronicle (vendu lors d'une édition du Comic Market, une convention d'artiste amateur, plus connu sous le nom de Comiket) et s'étend jusqu'à la signature avec la maison de disque japonaise BELLWOOD RECORDS.

### Epoque commerciale (depuis 2005)
Fin 2004, le groupe signe un contrat avec BELLWOOD RECORDS et publie Elysion~Prelude to Paradise qui compile les meilleurs morceaux de l'époque doujin mais comprend aussi deux nouvelles chansons (Ark et Yied) qui apparaitront aussi dans l'album suivant du groupe.
C'est en 2005 que le groupe connut leur premier grand lancement : 4th Story CD: Elysion~Fantasy Paradise Story Suite. Cet album reprend la structure de leurs productions antérieures mais avec des améliorations techniques leur permettant de se hisser 10ème selon la liste des ventes nationales établie par Oricon.

#### Linked Horizon
En 2012, Revo commence un nouveau projet intitulé Linked Horizon qui se veut être comme une « tangente musicale » de Sound Horizon. Le projet débute avec la composition du jeu vidéo de Square Enix, Bravely Default. Linked Horizon est aussi connu pour avoir composé 4 openings de l'animeL'Attaque des Titans (les deux de la saison 1, celui de la saison 2 et celui de la saison 3 partie 2) ainsi qu'un ending (saison 3 partie 1).

## Discographie

### Albums
Indépendants
- Chronicle (2001)
- Thanatos (2002)
- Lost (2002)
- Pico Magic (2003)
- Pico Magic Reloaded (2003)
- Chronicle 2nd (2004)

Major
- Elysion 〜楽園への前奏曲〜 (27 octobre 2004)
- Elysion 〜楽園幻想物語組曲〜 (13 avril 2005)
- Roman (22 novembre 2006)
- Moira (3 septembre 2008)
- Märchen (15 décembre 2010)
- Nein (22 avril 2015)

### Singles
- 少年は剣を… - Shōnen wa Tsurugi wo... (4 octobre 2006)
- 聖戦のイベリア - Seisen no Iberia (1er août 2007)
- イドへ至る森へ至るイド - Id e Itaru Mori e Itaru Id (16 juin 2010)
- ハロウィンと夜の物語 - Halloween to Yoru no Monogatari (9 octobre 2013)
- VANISHING STARLIGHT (1er octobre 2014)

### DVDs & Blu-rays
- Elysion 〜楽園パレードへようこそ〜 (8 mars 2005)
- Roman 〜僕達が繋がる物語〜 (5 avril 2007)
- Triumph~Great Invasion of Territorial Expansion II (2 août 2008)
- Moira 〜其れでも、お征きなさい仔等よ〜 (25 mars 2009)
- Triumph of 3rd Territorial Expansion (12 septembre 2009)
- 5th Anniversary Movie “Across the Horizon” (24 mars 2010)
- Märchen 〜キミが今笑っている、眩いその時代に…〜 (27 juillet 2011)
- The Assorted Horizons (18 juin 2014)
- Nein 〜西洋骨董屋根裏堂へようこそ〜 (20 janvier 2016)
- Ema ni Negai wo! 絵馬に願ひを！(13 janvier 2021)

Dans Sound Horizon, la plupart des membres ne sont pas définitifs et ne sont pas les mêmes d'un album à l'autre.

### Membres permanents
- Revo (レヴォ): Fondateur, composition, arrangements, paroles, guitare, clavier, accordéon, etc.
- Yokoyan (よこやん): Illustrateur.

### Chanteurs
| Chanteurs | Participations | En activité dans le groupe |
| --- | --- | -------------------------- |
| Revo (レヴォ) (au chant) | - Roman - Seisen no Iberia - Moira - Id e Itaru Mori e Itaru Id - Märchen - Halloween to Yoru no Monogatari - VANISHING STARLIGHT - Nein - Ema ni Negai wo! | Oui                        |
| Haseri (葉芹) | - Chronicles - Pico Magic - Chronicles 2nd | Non                        |
| Aramary (あらまり) | - Thanatos - Lost - Pico Magic - Pico Magic Reloaded - Chronicles 2nd - Elysion 〜楽園への前奏曲〜 - Elysion 〜楽園幻想物語組曲〜                           | Non                        |
| Jimang (じまんぐ) (au chant) | - Lost - Pico Magic - Chronicles 2nd - Elysion 〜楽園への前奏曲〜 - Elysion 〜楽園幻想物語組曲〜 - Roman - Moira - Märchen - Nein                           | Non                        |
| Haruka Shimotsuki (霜月 はるか) | - Lost - Pico Magic - Chronicles 2nd - Elysion 〜楽園への前奏曲〜 - Moira                                                                                   | Non                        |
| Yasrow | - Pico Magic - Chronicles 2nd | Non                        |
| Miyoshi Harito | - Elysion 〜楽園幻想物語組曲〜 | Non                        |
| YUUKI KAORI | - Shōnen wa Tsurugi wo... - Roman - Seisen no Iberia - Moira                                                                                                | Non                        |
| REMI | - Shōnen wa Tsurugi wo... - Roman - Seisen no Iberia - Moira - Märchen                                                                                      | Non                        |
| RIKKI | - Shōnen wa Tsurugi wo... - Roman - Seisen no Iberia - Nein                                                                                                 | Oui                        |
| Azumi Inoue (井上 あずみ) | - Roman - Moira (live: remplace Yoshimi Iwasaki) - Märchen                                                                                                  | Non                        |
| MIKI | - Moira - Id e Itaru Mori e Itaru Id - Märchen | Non                        |
| Ayaka Naitou (内藤 彩加) Yoshimi Iwasaki (岩崎 良美) Takashi Utsunomiya (宇都宮 隆) | - Moira | Non                        |
| Mari Endo (遠藤 麻里) | - Moira (live: remplace Ayaka Naitou) | Non                        |
| Minami Kuribayashi (栗林 みな実) | - Moira - Märchen - Nein | Non                        |
| Joelle | - Id e Itaru Mori e Itaru Id - Märchen - Nein | Non                        |
| Hatsune Miku (初音ミク) Kanami Ayano (彩乃 かなみ) Kazuki Kiriyama (桐山 和己) Sayumi Kobayashi (小林 さゆみ) Tomoyo Kurosawa (黒沢 ともよ) Yume Suzuki (鈴木 結女) Ceui Chinatsu Ishii (石井 千夏) Mikuni Shimokawa (下川 みくに) Akio Ohtsuka* (大塚 明夫) *chant | - Märchen | Non                        |
| Makai Kinoshita (木下 マカイ) | - Märchen (live: remplace Azumi Inoue) | Non                        |
| Hanayo Kimura (木村 花代) | - Halloween to Yoru no Monogatari | Non                        |
| Hiroyuki Ichikawa (市川 裕之) Kana Inoue (井上 花菜) Tadataka Kamide (上出 匡高) Karen (花れん) Yuri Komagata (駒形 友梨) Miyuki Sawashiro (沢城 みゆき) Shin (松葉 真一) Yuuka Nanri (南里 侑香) Mari Yura (結良 まり) Fuki Rika Fukami* (深見 梨加) *chant        | - Nein | Non                        |
| Ayaka Ishida (石田彩夏) Ami Kozai (香西愛美) Tomomi Kuyonaga (清永大心) SAK. Daisuke Hasegawa (ハセガワ ダイスケ) Shinpei Hirose (廣瀬真平) Masakazu Mizuno (水野雅和)                                                                                              | - Ema ni Negai wo! | Oui                        |

### Membres en support
- Saitou "Jake" Shingo (斉藤"Jake"慎吾): Guitare, maître du groupe & de concert
- Atsushi Hasegawa (長谷川 淳): Basse
- Ryou Sakagami (坂上 領): Flûte
- Ken☆Ken : Batterie
- Eiji Kawai (河合 英史): Clavier
- Watanabe☆Fire (渡辺☆Fire): Saxophone
- Hirokazu Ebisu (恵比須 弘和): Effets sonores
- Kyouko Ishigame (石亀 協子): Violon
- Machi Okabe (岡部 磨知): Violon
- Mio Wakamatsu (若松 美緒): Alto
- Maiko Sato (佐藤 万衣子): Violoncelle
- Tomotaka Saka (坂 知学): Technicien

### Anciens membres (hors chanteurs)
- Yukari Shinozaki (篠崎 ゆかり): Violon
- Shigeru Tamura (田村 滋): Basse
- Kyouko Oosako (大迫 京子): Clavier, piano
- Kanako Itou (伊藤 佳奈子): Violon (solo)
- Kana Strings: Ensemble à corde
- Gen Ittetsu (弦 一徹): Violon (solo)
- Gen Ittetsu Strings: Ensemble à corde
- Hanako Uesato (上里 はな子): Violon
- Naomi Ishikawa (石川 ナオミ): Percussion
- Ryouji Nanto (南都 亮二): Batterie

### Seiyū
- Kii Miyasaka (宮坂 紀伊) (Unique participation dans Chronicles)
- Akio Ohtsuka (大塚 明夫)
- Rika Fukami (深見 梨加)
- Mamiko Noto (能登 麻美子)
- Nobuo Tobita (飛田 展男)
- Norio Wakamoto (若本 規夫)
- Yukana (ゆかな) (Yukana Nogami, 野上 ゆかな)
- Yuuko Minaguchi (皆口 裕子)
- Hikaru Midorikawa (緑川 光)
- Yukari Tamura (田村 ゆかり)
- Souichirou Hoshi (保志 総一朗)
- Noriko Hidaka (日高 のり子)
- Houko Kuwashima (桑島 法子)
- Marina Inoue (井上 麻里奈)
- Rikiya Koyama (小山 力也)
- Saki Fujita (藤田 咲)
- Yūichi Nakamura (中村 悠一)
- Toru Ohkawa (大川 透)
- Yuki Kaji (梶 裕貴)
- Aoi Yūki (悠木 碧)
- Ike Nelson (Narration anglaise)
- Sacha (Narration principalement allemande, anglaise et japonaise)